# Бардия
Бардия(на английски: Bardiya, Bardia, Al Burdi) е град в Източна Либия, средиземноморско пристанище в окръг Бутнан на източна граница с Египет. Разположен е на Средиземноморското крайбрежие, на 25 km от границата с Египет. Понякога се нарича още Bórdi Slemán.

## История
В римско време градът е бил известен като Петрас Майор. 
По време на Първата световна война германски подводници направиха няколко десанта в пристанището на Бардия в подкрепа на ордена Сенуси по време на кампанията Сенуси. 
По време на Втората световна война градът е силно укрепен от италианските войски и неколкократно е бил сцена на бойни действия. На 21 юни 1940 г. градът е бомбардиран от 7-ма ескадрила на крайцерите на Средиземноморския флот.
Там се намира и стенопис, създаден през войната от Джон Фредерик Брил.